# Lake Bemidji
Lake Bemidji ist ein kleiner, durch Gletscher geformter See im Norden des US-Bundesstaates Minnesota mit einer Fläche von etwa 26 km². Der See befindet sich im Süden des Beltrami County, in der Nähe der Stadt Bemidji, welche am südwestlichen Ufer liegt. Er wird vom Mississippi durchflossen. Die Sprache der Ojibwe beschreibt den See als Bimijigamaa (See der ein anderes Gewässer durchquert). Der See ist ein bekanntes Erholungs- und Ausflugsziel. Der Lake Bemidji State Park befindet sich entlang des nördlichen Ufers.
Einer volkstümlichen Legende zufolge sind die 10.000 Seen Minnesotas durch Fußabdrücke des riesenhaften Holzfällers Paul Bunyan entstanden, wobei Lake Bemidji sogar einem Fußabdruck ähnelt.

## Weblinks

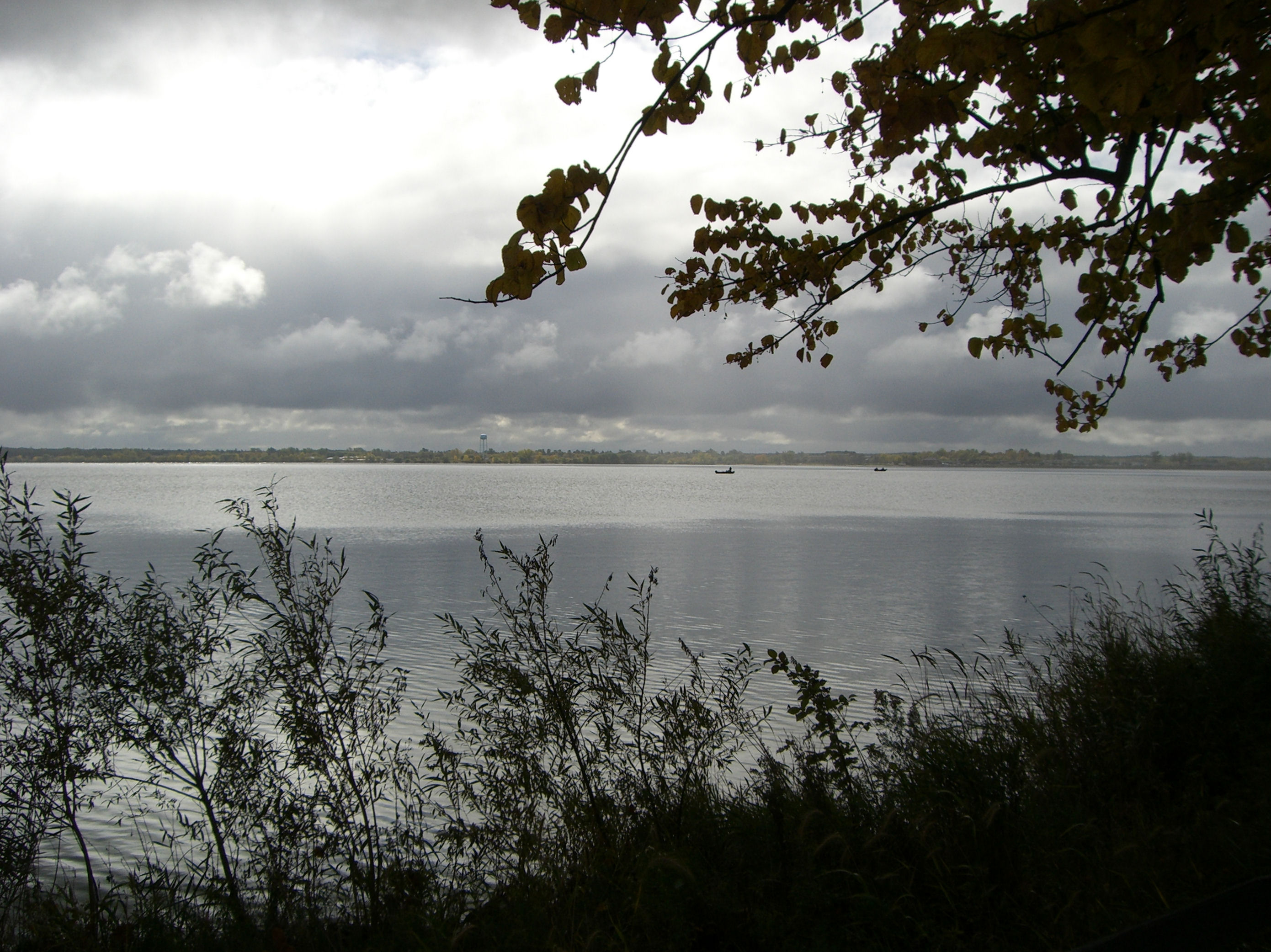
Lake Bemidji im Herbst